# Segelfluggelände Bad Wörishofen

i7
i11
i13

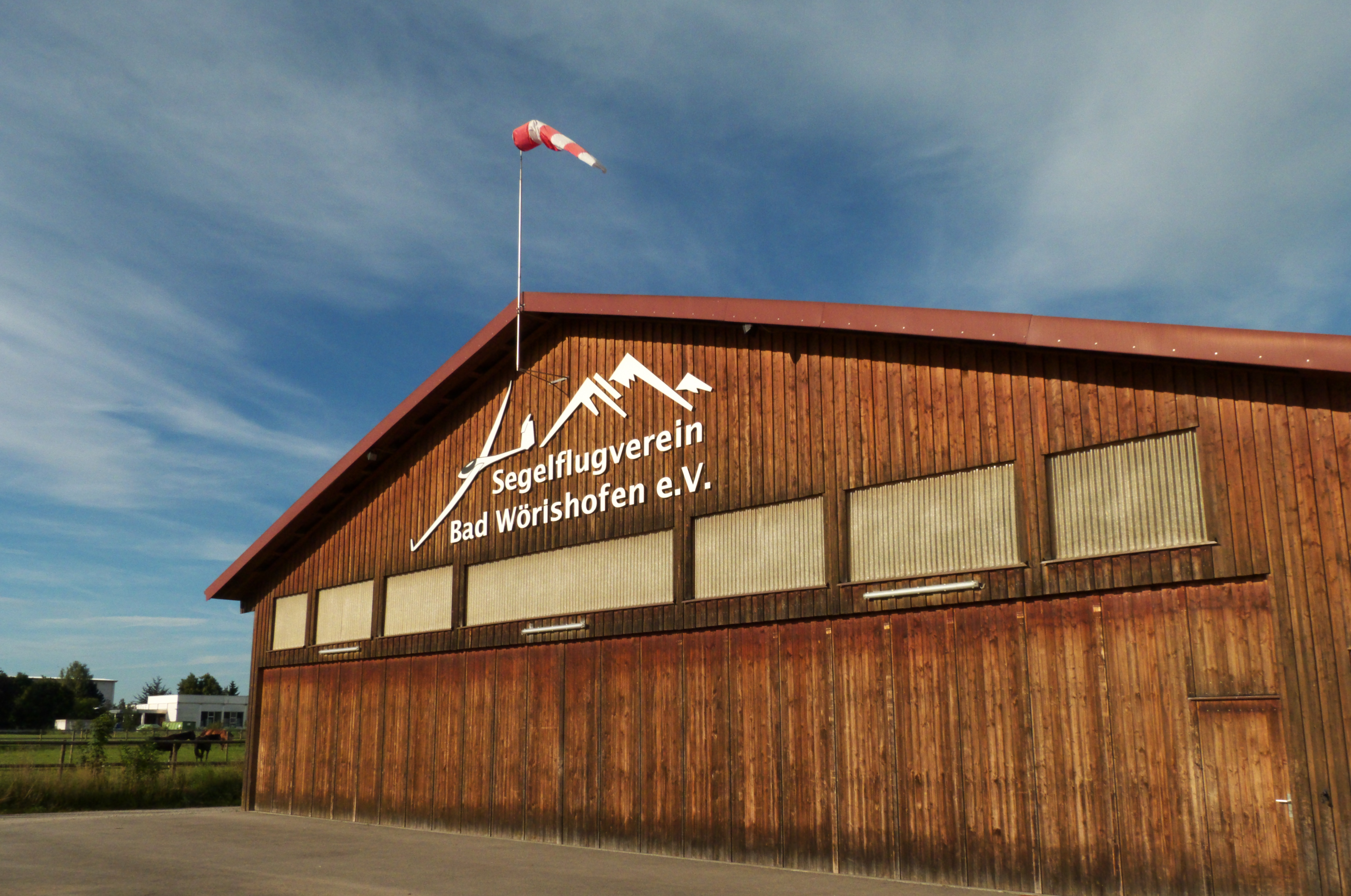
Segelflugverein

Das Segelfluggelände Bad Wörishofen ist ein Flugplatz im Landkreis Unterallgäu in Bayern.

## Lage
Das Segelfluggelände befindet sich ca. zwei Kilometer nördlich der Stadt Bad Wörishofen und ca. zwei Kilometer südlich der Bundesautobahn 96 München-Lindau. Die Staatsstraße 2513 grenzt westlich direkt an den Flugplatz. Östlich gelegen befindet sich in einem halben Kilometer Entfernung die Staatsstraße 2015. Die gute Ausgangslage bei Bad Wörishofen nutzen Streckenflieger oft für den Einstieg in die Schwäbische Alb oder als Sprungbrett für die Alpen.

## Flugplatz
Das Segelfluggelände Bad Wörishofen besitzt eine 1000 m lange und 30 m breite Start- und Landebahn aus Gras mit Ausrichtung 08/26. Die Platzhöhe beträgt 613 m NN (entspricht 2011 ft MSL). Segelflugzeuge als auch Motorsegler dürfen auf dem Segelflugplatz Bad Wörishofen starten und landen. Zugelassene Startarten sind der Windenstart, der Flugzeugschlepp sowie der Eigenstart.

## Flugbetrieb
Das Segelfluggelände wird an Wochenenden (Samstag als auch Sonntag) und Feiertagen zwischen April und November vom Segelflugverein Bad Wörishofen e. V. genutzt. Flugbetrieb findet, abhängig je nach Flugwetterlage, meist zwischen 10 und 19 Uhr statt. Während des Flugbetriebes ist die Durchfahrt durch Schranken und Verkehrsschilder verboten.
Die Schlepphöhen beim Windenstart bewegen sich, je nach Abflugmasse des Segelflugzeugs, üblicherweise im Bereich zwischen 350 und 450 Meter.

## Geschichte
Das ursprüngliche Segelfluggelände befand sich ca. zwei Kilometer im Südosten und wurde seit 1952 genutzt. Im Jahr 1990 wurde der Flugbetrieb mit dem Bau der östlichen Umgehungsstraße von Bad Wörishofen eingestellt. Der Neubau des Flugplatzes wurde 1994 von der Regierung von Oberbayern – Luftamt Südbayern genehmigt und im Spätsommer 1997 fertiggestellt. Die ersten Starts auf dem Gelände wurden am 27. Juli 1997 (Segelflug) bzw. 10. August 1997 (Motorsegelflug) durchgeführt.

## Sonstiges
Etwa einen Kilometer südöstlich, innerhalb der Platzrunde, befindet sich der Flugplatz Bad Wörishofen-Nord.